# MTV Europe Music Award come Biggest Fans
L'MTV Europe Music Award come Biggest Fans (MTV Europe Music Award for Biggest Fans) è uno dei premi degli MTV Europe Music Awards, che viene assegnato dal 2011.

## Albo d'oro

### Anni 2010
| Anno | Vincitore                    | Nominati |
| ---- | ---------------------------- | --- |
| 2011 | Lady Gaga (LittleMonsters)   | - Thirty Seconds to Mars (Echelon) - Justin Bieber (Beliebers) - Selena Gomez (Selenators) - Paramore (Paraholic)          |
| 2012 | One Direction (Directioners) | - Lady Gaga (LittleMonsters) - Justin Bieber (Beliebers) - Katy Perry (KatyCat) - Rihanna (Rihannanavy)                    |
| 2013 | Tokio Hotel (Aliens)         | - Lady Gaga (LittleMonsters) - Justin Bieber (Beliebers) - Thirty Seconds to Mars (Echelon) - One Direction (Directioners) |
| 2014 | One Direction (Directioners) | - Nicki Minaj (Barbz) - Justin Bieber (Beliebers) - 5 Seconds of Summer (5SOSfam) - Ariana Grande (Arianators)             |
| 2015 | Justin Bieber (Beliebers)    | - 5 Seconds of Summer (5SOSFam) - One Direction (Directioners) - Katy Perry (KatyCat) - Taylor Swift (Swifties)            |
| 2016 | Justin Bieber (Beliebers)    | - Ariana Grande (Arianators) - Beyoncé (Beehives) - Lady Gaga (LittleMonsters) - Shawn Mendes (Mendes Army)                |
| 2017 | Shawn Mendes (Mendes Army)   | - Taylor Swift (Swifties) - Ariana Grande (Arianators) - Katy Perry (KatyCats) - Justin Bieber (Beliebers)                 |
| 2018 | BTS (ARMY)                   | - Camila Cabello (Camilizers) - Selena Gomez (Selenators) - Shawn Mendes (Mendes Army) - Taylor Swift (Swifties)           |
| 2019 | BTS (ARMY)                   | - Ariana Grande (Arianators) - Billie Eilish (Avocados) - Shawn Mendes (Mendes Army) - Taylor Swift (Swifties)             |

### Anni 2020
| Anno | Vincitore         | Nominati |
| ---- | ----------------- | --- |
| 2020 | BTS (ARMY)        | - Ariana Grande (Arianators) - Blackpink (Blinks) - Justin Bieber (Beliebers) - Lady Gaga (LittleMonsters) - Taylor Swift (Swifties)                                                         |
| 2021 | BTS (ARMY)        | - Ariana Grande (Arianators) - Blackpink (Blinks) - Justin Bieber (Beliebers) - Lady Gaga (LittleMonsters) - Taylor Swift (Swifties)                                                         |
| 2022 | BTS (ARMY)        | - Blackpink (Blinks) - Harry Styles (Stylers) - Lady Gaga (LittleMonsters) - Nicki Minaj (Barbz) - Taylor Swift (Swifties)                                                                   |
| 2023 | Nessun vincitore. | - Anitta - Billie Eilish - Blackpink (Blinks) - Jung Kook - Nicki Minaj (Barbz) - Olivia Rodrigo - Sabrina Carpenter - Selena Gomez - Taylor Swift (Swifties)                                |
| 2024 | Lisa              | - Anitta - Ariana Grande (Arianators) - Beyoncé - Billie Eilish - Chappell Roan - Charli XCX - Katy Perry - Nicki Minaj (Barbz) - Sabrina Carpenter - Shawn Mendes - Taylor Swift (Swifties) |